# Холмстрём, Густав
Гу́став Ве́рнер Хо́лмстрём (фин. Gustav Verner Holmström; 27 ноября 1888, Гельсингфорс, Великое княжество Финляндское, Российская империя — 24 февраля 1970, Хельсинки, Финляндия) — финский футболист, вратарь сборной Финляндии. После завершения футбольной карьеры стал журналистом.

## Карьера

### Клубная
Играл в основном в клубе ХИФК, в составе которого выиграл серебряные медали чемпионата Финляндии.

### В сборной
В 1911 году дебютировал в первом международном матче сборной Финляндии, который она проиграла сборной Швеции со счётом 2:5. На летней Олимпиаде 1912 года, проходившей в Стокгольме, он был запасным вратарём сборной, с которой занял 4-е место на Олимпиаде.